# Pietra runica di Krogsta
La pietra runica di Krogsta (in svedese: Krogstastenen; nome scientifico: U 1125 Krogsta) è una pietra runica rinvenuta nel villaggio svedese di Krogsta (comune di Uppsala), nella provincia dell'Uppland (Svealand, Svezia sud-orientale), e risalente alla seconda metà del VI secolo d.C.

## Descrizione
La pietra è in granito e presenta la raffigurazione di una figura antropomorfica e un'iscrizione in protonordico composta da due parole (una per lato), la cui traduzione è dubbia.
La pietra si erge in campo ora adibito a pascolo, in cui un tempo trovava posto una collina funeraria.

### Iscrizione

#### Traslitterazione in caratteri latini
Lato A
mwsïeij-
Lato B
sïainaz

#### Traduzione
Lato A
?
Lato B
pietra/pietre (?)
La traduzione della parola incisa sul lato posteriore della pietra runica come "pietra" o "pietre" si deve all'interpretazione di sïainaz come stainaz e si basa sulla supposizione che la runa traslitterata come ï sia una cifratura del segno che in questo alfabeto indica la"t".

## Studi
I primi studi sulla pietra runica di Krogsta risalgono al 1594 e si devono a Johannes Bureus. In seguito si occupò di questi studi un discepolo di Bureus, il runologo Johan Rhezelius.
Numerosi tentativi di decifrare l'iscrizioni furono poi fatti nel XIX secolo, segnatamente a partire dal 1817.
Una descrizione dettagliata della pietra runica fu quindi fornita nel 1858 da Johan Nordenfalk.